# エレン・ジョンソン・サーリーフ
エレン・ジョンソン・サーリーフ（英語: Ellen Johnson Sirleaf,
又はエレン・ユージニア・ジョンソン,Ellen Eugenia Johnson, 1938年10月29日 - ）はリベリア共和国の政治家。同国の大統領を2期12年に渡り務めた。選挙で選出されたアフリカ初の女性大統領であり、アフリカの女性国家元首としては、ギニアビサウのカルメン・ペレイラ大統領代理に続いて二人目である。「鉄の女」とも呼ばれている。また、同リベリアの女性国家元首としては、同じ統一党に所属していた暫定政権のルース・ペリー国家評議会議長がいる。
アメリカ合衆国のジョージア州アトランタにチャールズ・サーリーフら、4人の息子や6人の孫達がいる。

## 経歴

### 生い立ち
1938年にリベリアの首都モンロビアにおいて、ゴラ族とアメリコ・ライベリアンとの間に生まれた。祖父の一人はドイツ人である。1948年から1955年にモンロビアのカレッジ・オブ・ウェストアフリカで経済学を学んだ後、17歳でジェームズ・サーリーフと結婚した。その後、1961年にアメリカ合衆国に渡り、ウィスコンシン州マディソンのウィスコンシン大学マディソン校で学ぶ。コロラド州のコロラド大学ボルダー校で経済学の学士号を得た。そして1969年から1971年までハーバード大学ケネディ・スクールで経済学と公共政策を学び、修士号を得た。

### 大統領

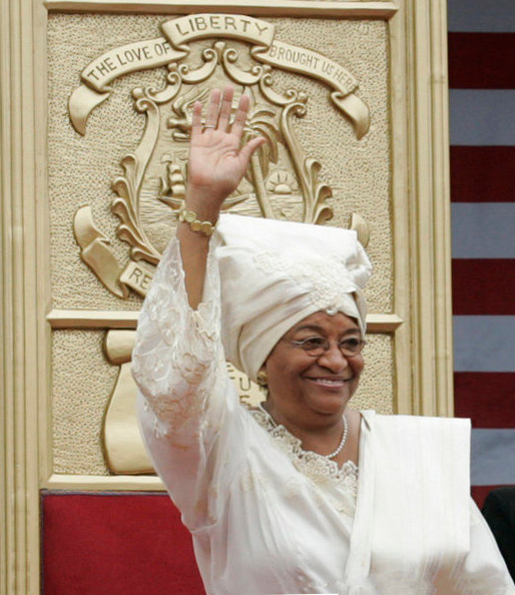
大統領就任式でのエレン・ジョンソン・サーリーフ（2006年1月）

アメリカ合衆国での学業を終え、リベリアに帰国後はホイッグ党のウィリアム・R・トルバート大統領の元で財相になる。しかし、1980年にサミュエル・ドウ軍曹率いる反アメリコ・ライベリアンの部族出身の軍人らが軍事クーデターを起こしてトルバートを殺害、アメリコ・ライベリアンのホイッグ党は崩壊した。1984年に、ドウは自らリベリア共和国大統領を宣言した。また、ドウはトルバート政権の何人かの高官を処刑しているが、サーリーフはケニアに逃亡することに成功した。1983年から1985年の間、彼女はナイロビでシティバンクに勤務した。その後1985年に一時帰国した際、ドウ政権に対する批判をした為に自宅監禁の下に置かれ、刑務所での10年の刑を宣告された。しばらくして解放された後、再びシティバンクのナイロビ支社に勤務し、ワシントンD.C.の赤道銀行（HSBCの関連企業）でも活躍した。
リベリアでは1989年に、ドウ政権に反旗を揚げたチャールズ・テーラー率いるリベリア国民愛国戦線（NPFL）が内戦を起こすと、はじめサーリーフはテーラーを支持していたが、その後はNPFLと一線を画した。1990年9月9日、NPFLから分派したプリンス・ジョンソン率いる分派勢力がドウを捕らえて処刑した。その後、リベリアはテーラー、ジョンソン、ドウの残党等の多くの武装勢力が争う内戦に突入し1996年まで続いた。テーラーは紛争ダイヤモンド疑惑で悪名高かったが、内戦後の1997年に各国監視の下で行われた選挙では75%もの得票数を得て新大統領に選出された。
内戦時代の1992年から1997年には、サーリーフは国際連合開発計画に職を得てアフリカ局長を務めた。1997年にリベリアに帰国して前述の大統領選挙に立候補し落選したものの、当選したテーラーに次ぐ10%の得票を得た。新政権が生まれたにもかかわらずテーラー大統領では国はまとまらず、再度の内戦が発生した。2003年に内戦が終結するとテーラーは国外に亡命した。
和平後の2003年の選挙では、サーリーフは有力な候補者として議論に上ったものの、結局多くのグループは中立的な立場であったジュデ・ブライアントを暫定大統領として選んだ。彼女はブライアント政権で国家再建任務のトップに就任している。その後の2005年の選挙においては、対抗馬である元サッカーリベリア代表のジョージ・ウェアに挑戦して、積極的な選挙活動を行った。選挙結果については一連の混乱はあったものの、2005年11月23日に勝利宣言してリベリアの大統領に選出された。 2006年1月16日の大統領就任式にはコンドリーザ・ライスアメリカ合衆国国務長官やジョージ・W・ブッシュ大統領のローラ・ブッシュ夫人などが出席した。
大統領就任後は、国民融和のために野党の政治家を複数閣僚に任命しただけでなく、アントアネット・サイエ財務大臣（後のIMFアフリカ局長）のような有能な女性閣僚も何人も起用した。汚職を絶対許さないとの公約を実行するために制度を整備する等の努力をしたものの、自身の兄弟が汚職疑惑で閣僚辞任するなどの不祥事もあり、汚職を完全に撲滅することは難しい現実であった。49億米ドルにまで至った国家の海外債務を削減することに努力した結果、その後重債務貧困国としての債務の削減が国際社会に認められた。また、内戦にかかる真実和解委員会を設置したところ、かつてのテーラーとの関係によって彼女自身も厳しく報告書で名指しされることとなった。アメリカ合衆国や中華人民共和国との外交関係や地域周辺国との関係においてもその関係強化に努力した。
1期目の2011年10月7日には、同年のノーベル平和賞受賞者に選出された。直後の大統領選挙第1回目投票では43.9％を得票、11月の決選投票では90.7％と圧勝し再選を果たす。しかし、貧困対策が不十分であったとの評価も存在する。
憲法の多選制限により2017年の大統領選挙には出馬できず、ジョセフ・ボアカイ副大統領が統一党より立候補した。しかし選挙戦中にボアカイと対立し、選挙戦中は対立候補のジョージ・ウェアを支持していたとされている。ボアカイは12月の決選投票で敗れ、2018年1月14日に統一党は選挙戦中の行動を理由にサーリーフらを除名処分とした。なおボアカイは2023年に執行された大統領選挙に出馬し、再選を目指したウェアを決選投票で下し当選している。
2021年12月、エレン・サーリーフの息子の1人であるジェームズ・サーリーフが、未知の状況下でリベリアの彼の住居で亡くなった。

## 脚註
1. 1 2  “2011ノーベル平和賞、リベリア大統領ら女性3人に”. www.afpbb.com. 2022年5月24日閲覧。
2. ↑  “リベリア大統領選決選投票、現職のサーリーフ氏が大差で勝利”. www.afpbb.com. 2022年5月24日閲覧。
3. 1 2  “Liberia ruling party expels President Johnson Sirleaf”. ロイター. (2018年1月14日) 2018年1月28日閲覧。
4. ↑  “リベリア大統領選　現職が敗北認める　政権交代へ”. 産経新聞. (2023年11月18日) 2023年11月20日閲覧。